# Gu Yan
Gu Yan (chinesisch 孤雁, Pinyin Gūyàn) ist der Titel des zweiten Studioalbums der chinesischen Black-Metal-Band Zuriaake. Das Album erschien am 15. Oktober 2015 über das Metal-Musiklabel Pest Productions. Es beinhaltet sieben Musikstücke und hat eine gesamte Spielzeit von einer Stunde und einer Minute.

## Hintergrund
Bereits im März gleichen Jahres wurde eine auf 200 Einheiten limitierte EP mit den beiden Titeln Gu Yan und Celestial über Pest Productions als Werbemittel für das kommende Album veröffentlicht, welches im Oktober gleichen Jahres unter gleichem Namen herausgegeben wurde.
Zwischen der Veröffentlichung von Gu Yan und dem Debütalbum Afterimage of Autumn, welches 2007 erschien, vergingen knapp acht Jahre. Die lange Zeitspanne zwischen beiden Alben wurde unter anderem mit einem Studium von Bloodfire begründet, das er zwischen 2008 und 2012 in Berlin absolvierte.
Das Album wurde im Zuge der ersten Europatour, die zwischen Mai und Juni des Jahres 2017 stattfand, neu aufgelegt und mit einer englischen Übersetzung der Liedtitel und Liedtexte ausgestattet. Im März des Jahres 2020 kündigte das französische Metal-Label Season of Mist an, Zuriaake unter Vertrag genommen zu haben. Über diesem Label erscheint sowohl das neue Album der Gruppe als auch die bisher veröffentlichten Werke der Band.
Als musikalische Gäste wurden für die Produktion Cheng Biao, Shan und Tan Junqiu eingeladen, welche die klassischen, traditionellen Instrumente einspielten und abmischten. So spielten Shan und Junqiu Instrumente wie Shakuhachi, Pipa, Guqin und Bambusflöten ein, während Biao für die Abmischung zuständig war. Das Mixing und Mastering des Albums übernahm Lin Yue von Ululate.
Eingespielt wurde das Album im bandeigenen Hellward Studio.

## Titelliste
| Nr. | Titel (englisch)                                              | Titel (chinesisch)                                             | Länge | Anmerkungen                             |
| --- | ------------------------------------------------------------- | -------------------------------------------------------------- | ----- | --------------------------------------- |
| 1   | Afterglow                                                     | 暮云 (Mù yún)                                                  | 4:24  | Instrumental                            |
| 2   | Gu Yan                                                        | 孤雁 (Gūyàn)                                                   | 12:18 | auf der EP Gu Yan                       |
| 3   | Celestial                                                     | 天庭 (Tiāntíng)                                                | 7:19  | auf der EP Gu Yan                       |
| 4   | Sleepwalking I: Moon Palace II: Sacred Walk III: A Fond Dream | 梦邀 (Mèng yāo) 广寒 (Guǎng hán) 仙游 (Xiān yóu) 南柯 (Nán kē) | 20:56 | geteilt in drei musikalische Abschnitte |
| 5   | The Frontier                                                  | 邊關 (Biānguān)                                                | 6:45  |                                         |
| 6   | Nostalgia                                                     | 歸去 (Guī qù)                                                  | 7:52  |                                         |
| 7   | Outro                                                         | 終曲 (Zhōngqǔ)                                                 | 2:02  | Instrumental                            |

## Besprechungen
Gu Yan wurde nicht von der Fachpresse besprochen. Vereinzelt erhielt das Werk Besprechungen in Onlineblogs, wie dem Waldhalla Metal Magazin. Darin wurde Gu Yan hoch gelobt. So wurden unter anderem der Einsatz von klassischen, chinesischen Instrumenten positiv hervorgehoben. Die Musik, welche von kalten Klängen den Black Metal und den sanftmütig warmen Klängen klassisch-asiatische Instrumente, wurde vom Rezensenten als sehr kontrastreich beschrieben. Der Aufbau und die Struktur der Stücke fügen sich laut dem Kritiker perfekt in ein Gefüge aus chinesischer Mystik und Geschichten von gigantischen Schlachten. Auch bei Marc-Oliver Schröder, der das Album für Auftouren.de besprach, kam Gu Yan gut weg. Er beschrieb, dass was die Musiker mysteriös gemischt haben zwar als kontraproduktiv aber nicht ungewöhnlich und bezeichnete das Album als Kopfkino. Schröder schreibt, dass es von allem zu viel gebe, das Album aber gerade deswegen verdammt gut geworden sei.